# SKY-MAP.ORG
SKY-MAP.ORG (noto anche come WIKISKY.ORG) è un sistema informativo interattivo dell'intero spazio esterno, disponibile gratuitamente sul web.
L'elemento base del sistema è una mappa dettagliata dell'intera sfera celeste che comprende più di mezzo milione di oggetti.
Sullo stile di Google Maps, Google Moon e Google Mars, propone un'interazione molto semplice ed intuitiva, così l'utente non necessita di particolari istruzioni per navigare o cambiare il rapporto di scala. Da questo punto di vista è un ottimo esempio di web 2.0.